# نخستین بارش برف
نخستین بارش برف (ایتالیایی: La prima neve) یک فیلم درام ایتالیایی به کارگردانی آندرئا سگره است که در سال ۲۰۱۳ میلادی منتشر شد. این فیلم در بخش رقابت‌های هفتادمین جشنواره فیلم ونیز به‌نمایش درآمد. از بازیگران این فیلم می‌توان به آنیتا کاپریولی و جوزپه باتیستون اشاره کرد.